# Rhena (Neerdar)
Die Rhena (nicht zu verwechseln mit der nahen, längeren Rhene) ist ein 6,2 km langer, linker bzw. südlicher Zufluss der Neerdar im Landkreis Waldeck-Frankenberg, Hessen, Deutschland. 

## Name
Der Name wurde vom Ortsnamen Rhena auf das Gewässer übertragen, welcher sich wiederum vom mittelniederdeutschen Wort rein „begrenzende Bodenerhöhung“ ableitet.

## Verlauf
Die Rhena entspringt im Nordwestteil Nordhessens bzw. im Ostteil des Uplands, dem nordöstlichen Ausläufer des Rothaargebirges. Ihre Quelle befindet sich im Naturpark Diemelsee zwischen Willingen im Westen und Korbach im Südosten am Südwesthang des Hohen Rade (570,8 m ü. NN) auf etwa 552 m ü. NN. 
Den waldreichen Berg in Richtung Süden verlassend fließt die Rhena nach der Unterquerung der Uplandbahn durch Rhena, einem westlichen Korbacher Stadtteil. Im Dorf ist sie von der Bundesstraße 251 überbrückt. 
Danach windet sich die Rhena durch ein enges Tal, um etwas weiter südwestlich auf etwa 397 m ü. NN in die von Nordwesten kommende Neerdar einzufließen. Ihre Mündung liegt nahe der Landesstraße „L 3437“, welche die im Tal der Neerdar liegenden Dörfer Bömighausen (zu Willingen) im Norden und Alleringhausen (zu Korbach) im Süden miteinander verbindet. 

## Einzugsgebiet
Das Einzugsgebiet der Rhena umfasst 12,001 km². 

## Wasserscheide
Das Quellgebiet der Rhena liegt auf der Diemel-Eder/Fulda/Weser-Wasserscheide. Während sich die Rhena, die am Berg Hohen Rade entspringt, in Richtung Süden über Neerdar und Wilde Aa und dann über Orke und Eder nach Osten zur Fulda und schließlich nach Norden in die Weser entwässert, fließt das Wasser der Rhene, die westlich des Hohen Rade am Nachbarberg Widdehagen entspringt, nach Norden in die Diemel und dann nordostwärts in die Weser. 